# オーファーベートゥヴェ

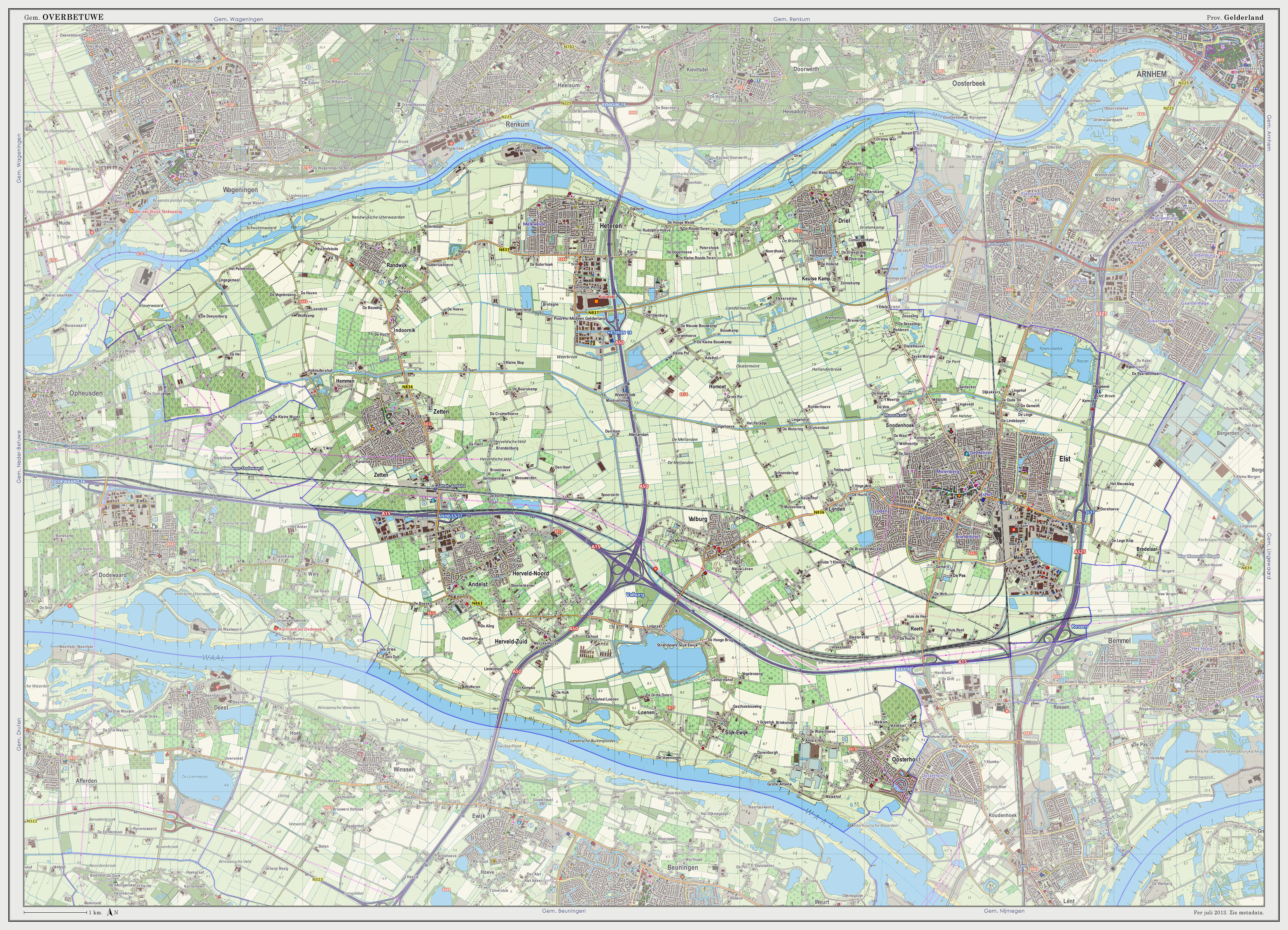
2013年7月のオーファーベートゥヴェ

オーファーベートゥヴェ（オランダ語: Overbetuwe [ˈoːvərˈbeːtyʋə] ( 音声ファイル)）とは、オランダヘルダーラント州にある基礎自治体（ヘメーンテ）。 

## 概要
2001年1月1日にエルスト、ヘテレン、ファルブルフが合併して誕生した町で、北側はライン川、南側はワール川によって区切られている。市庁舎は合併前の三自治体のうち最大の自治体であった旧エルストに置かれている。また、他の18自治体とともにアーネム＝ナイメーヘン都市圏を構成している。

## 集落
| 集落        | 人口 (2010) |
| ----------- | ----------- |
| Andelst     | 1695        |
| Driel       | 3600        |
| Elst        | 20651       |
| Hemmen      | 195         |
| Herveld     | 2972        |
| Heteren     | 5145        |
| Homoet      | 86          |
| Loenen      | 47          |
| Oosterhout  | 2310        |
| Randwijk    | 1468        |
| Slijk-Ewijk | 493         |
| Valburg     | 1673        |
| Zetten      | 5278        |

## 交通
ナイメーヘンとアーネムに挟まれたその立地から、オーファーベートゥヴェの労働者の多くは両都市へと通勤している。また、市内には高速道路がA15、A50、A325の三本通っており、鉄道駅もエルスト駅、ゼッテン＝アンデルスト駅の二つが存在する。また、ベートゥヴェルートが2007年より市内を通過している。

## 政治
現在の市長はエリザベス・トゥエインマンである。2010年の選挙によって市議会の政党別議席は以下の様になった。
| 政党                               | 議席 |
| ---------------------------------- | ---- |
| キリスト教民主アピール             | 7    |
| 労働党                             | 4    |
| 自治体の利益オーファーベートゥヴェ | 5    |
| 自由民主国民党                     | 5    |
| 民主66                             | 5    |
| フルンリンクス                     | 2    |
| キリスト教連合                     | 1    |

## Gallery

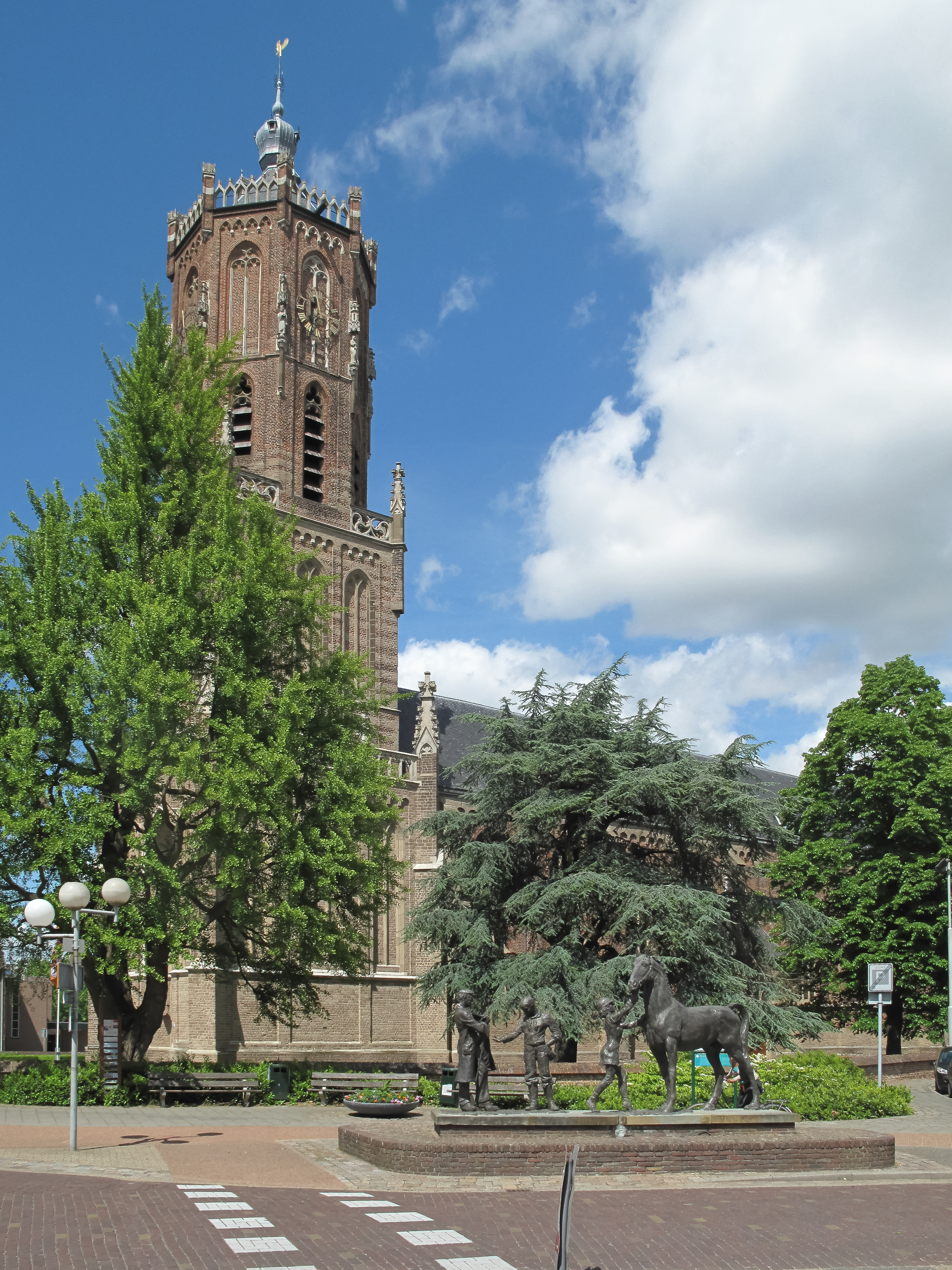
エルストの教会
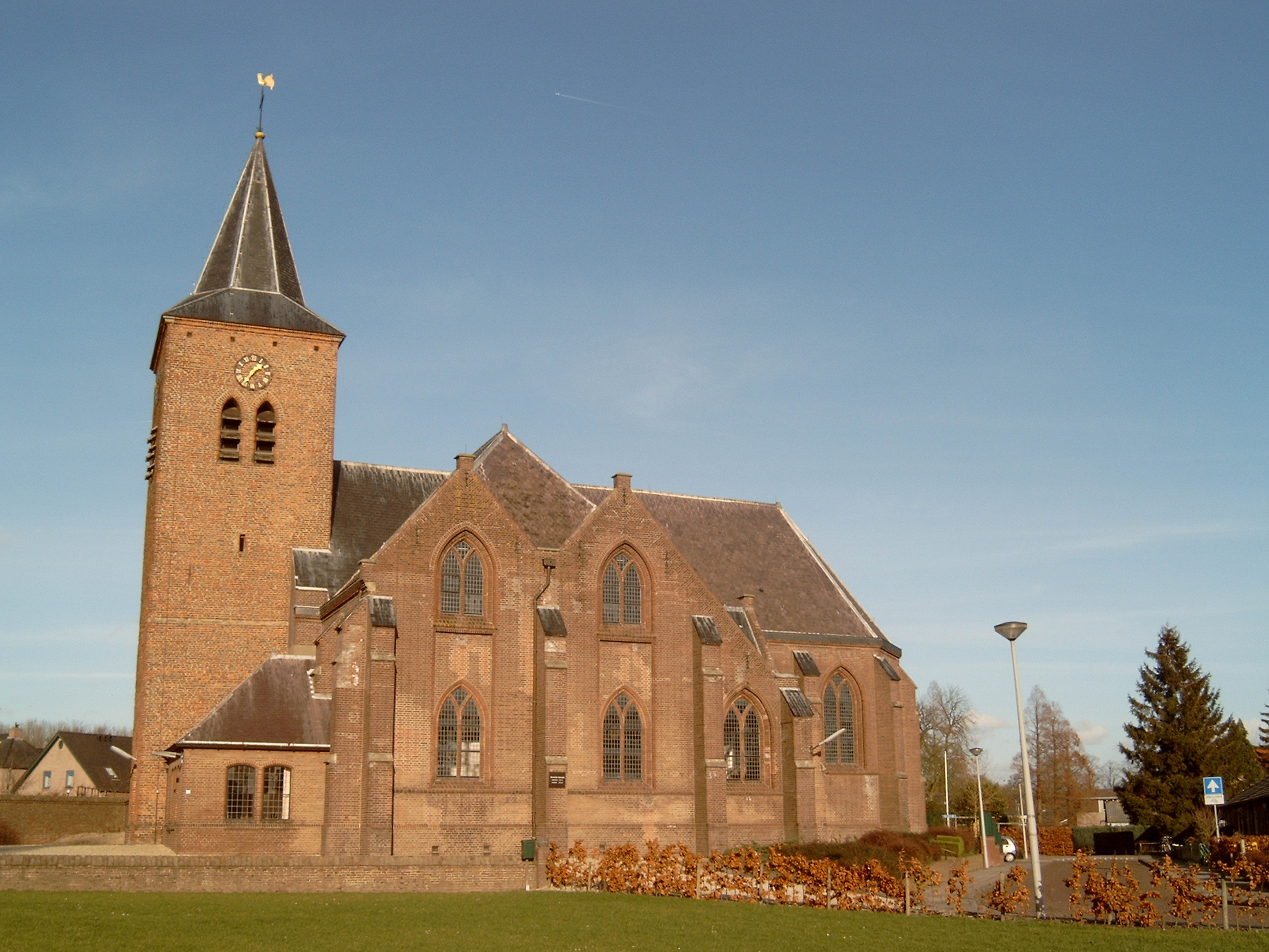
ゼッテンの教会
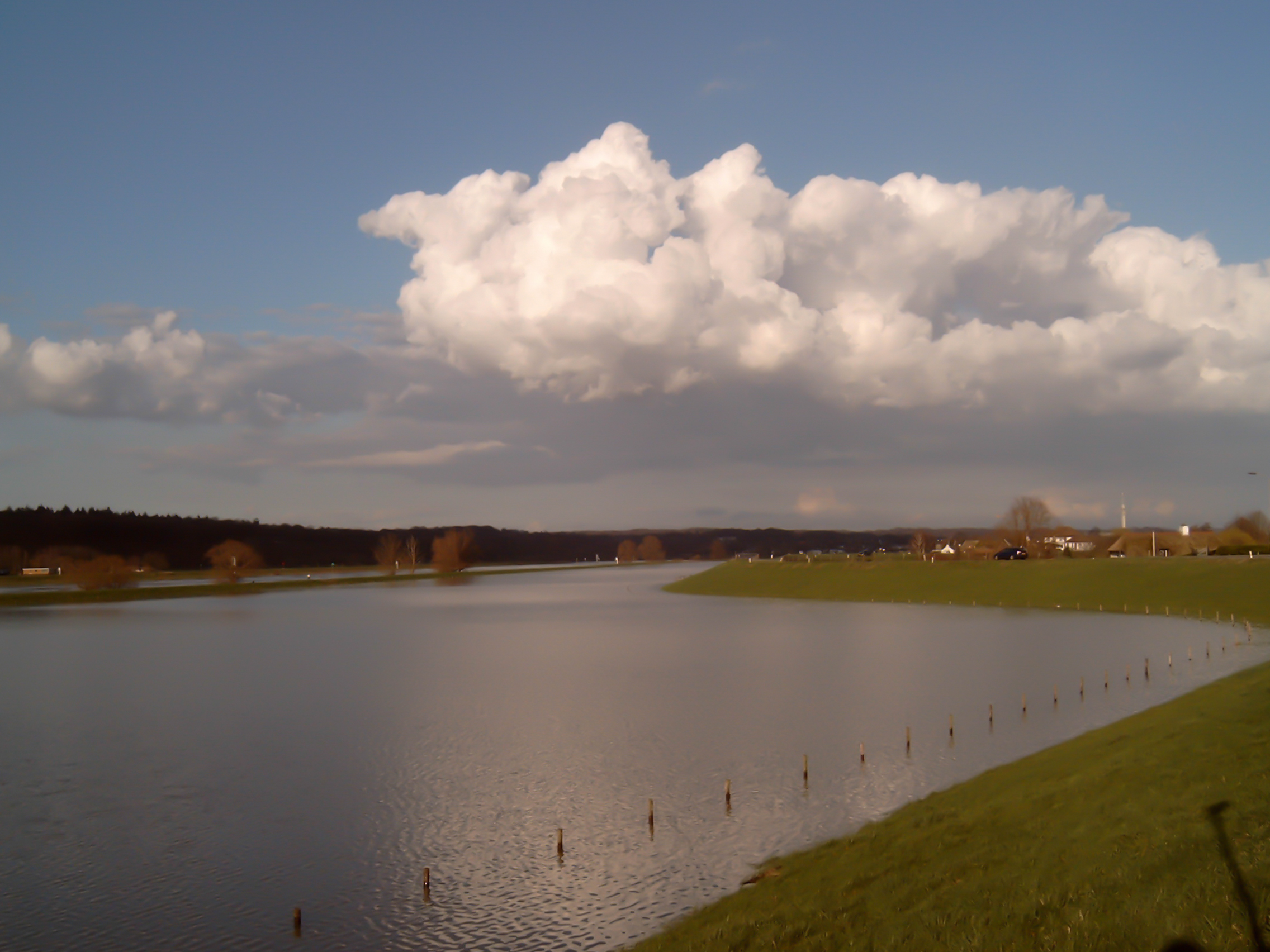
ドライルのライン川
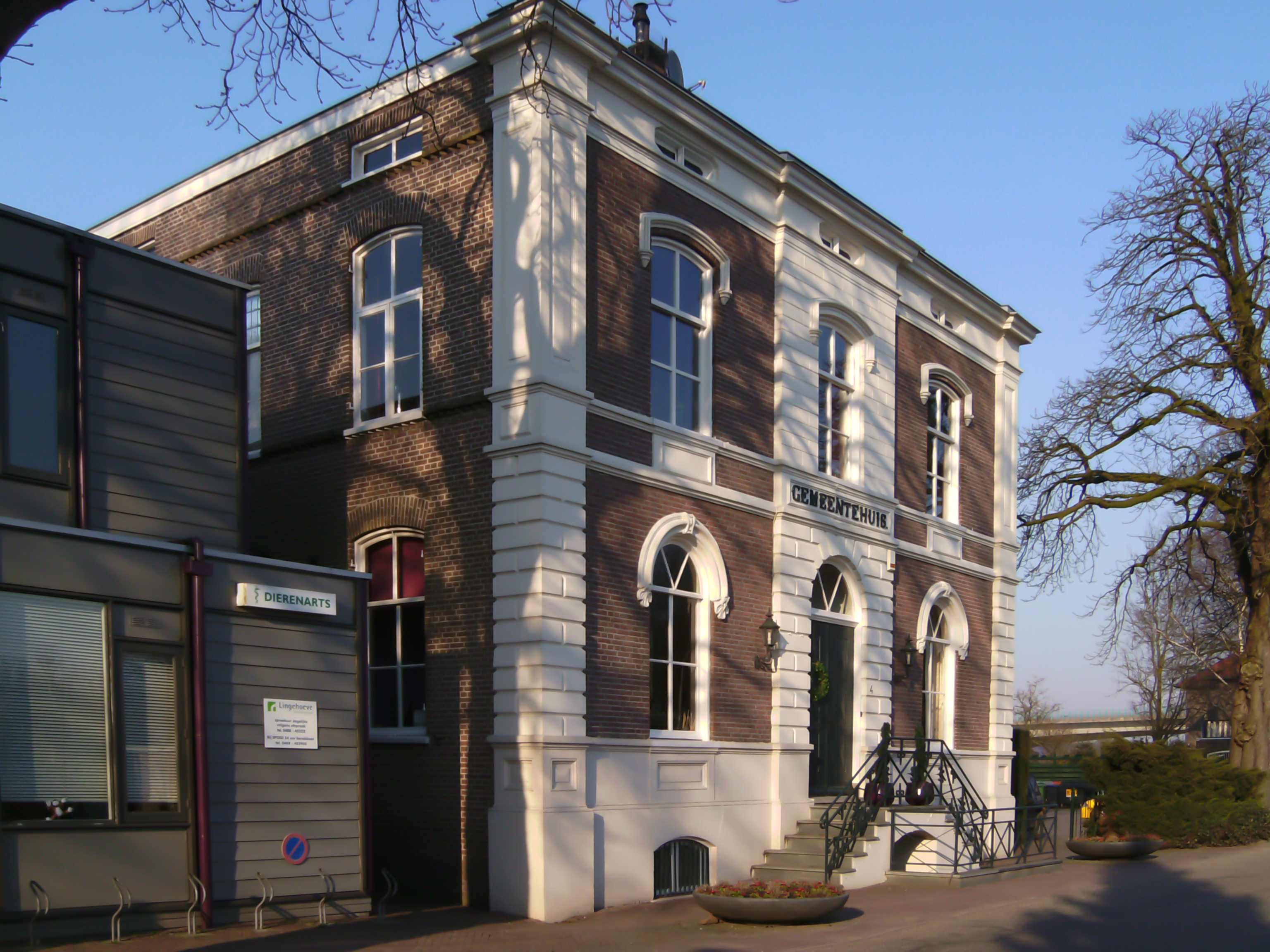
ヘテレン旧市庁舎
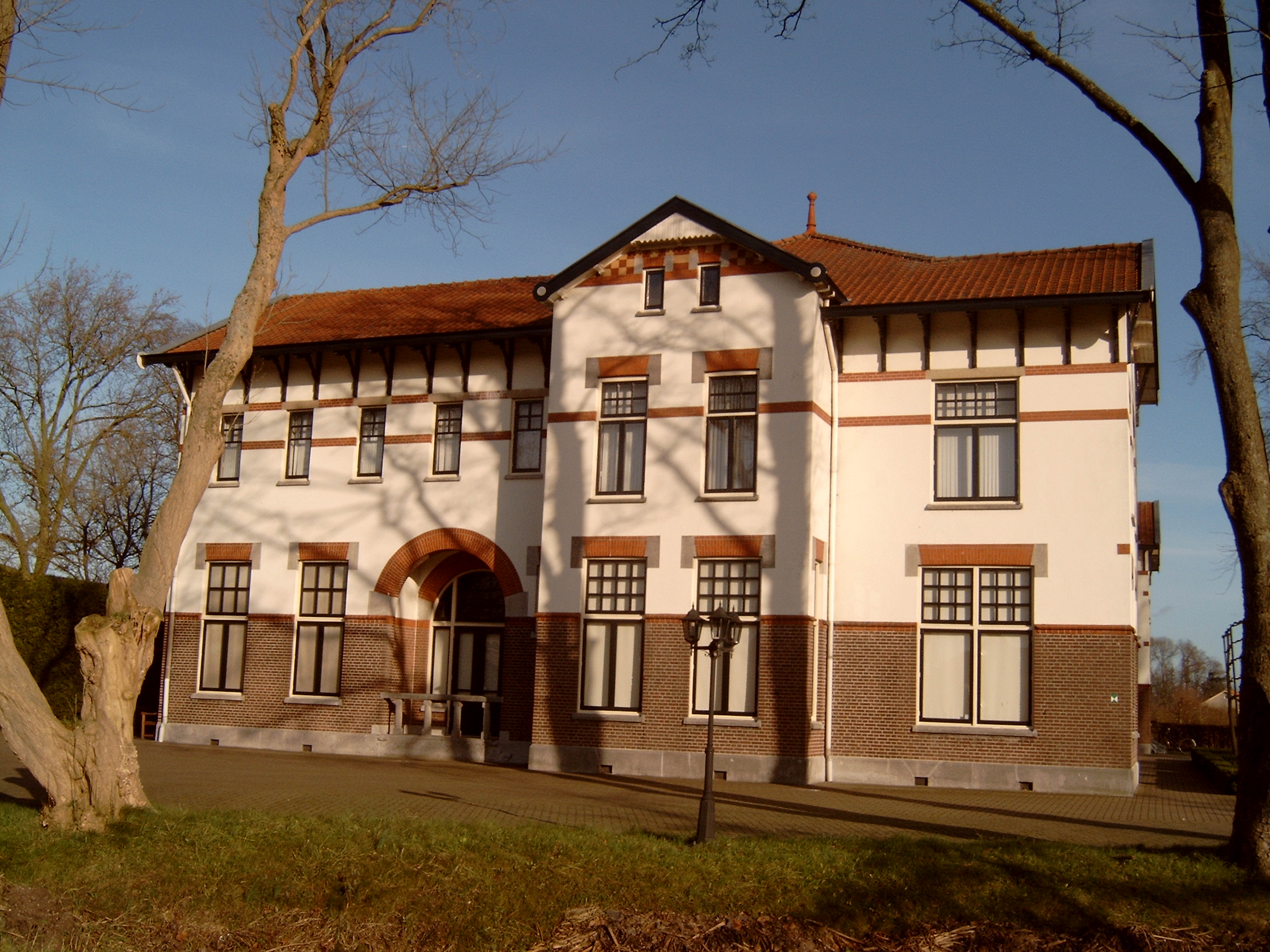
ゼッテンの白い家
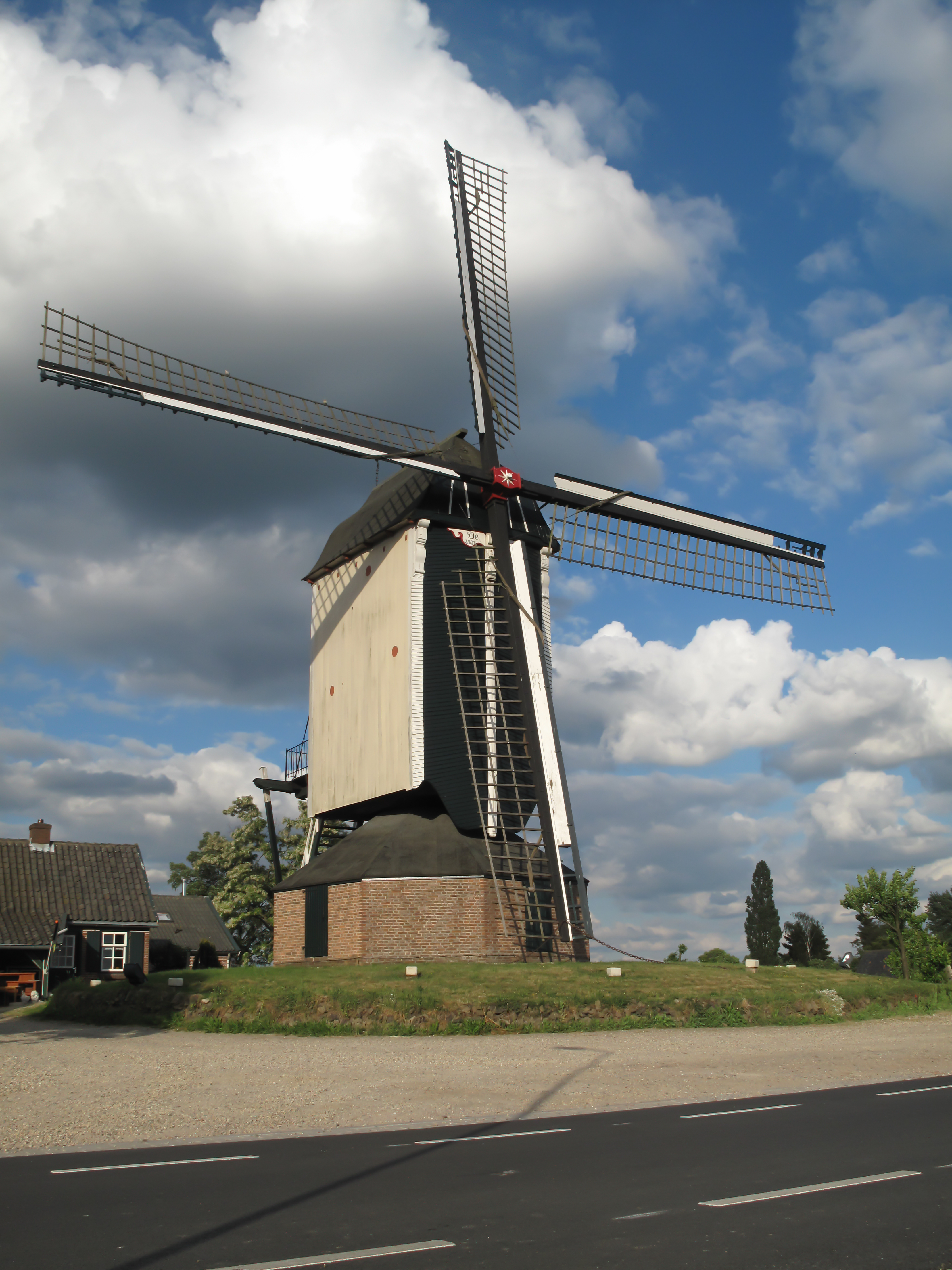
ヘルフェルトの風車